# ایچنیا
شهر ایچنیا (به روسی: Ічня) در استان چرنیهیو در کشور اوکراین واقع شده‌است. جمعیت این شهر ۱۲٬۷۸۰ نفر  است.